# Фишус-Рьюмейу
Фишу́с-Рьюмейу́ (фр. Fichous-Riumayou) — коммуна во Франции, находится в регионе Аквитания. Департамент — Атлантические Пиренеи. Входит в состав кантона Арти-э-Пеи-де-Субестр. Округ коммуны — По.
Код INSEE коммуны — 64226.

## География

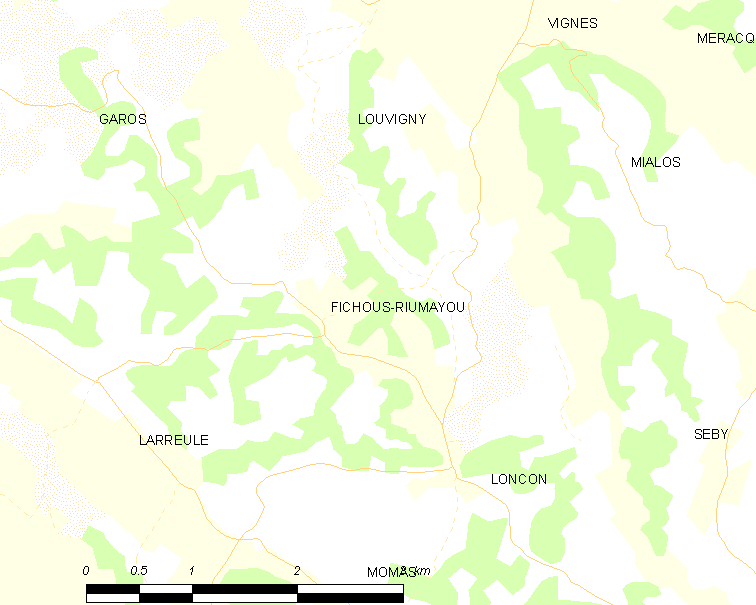
Карта коммуны

Коммуна расположена приблизительно в 640 км к югу от Парижа, в 155 км южнее Бордо, в 22 км к северу от По.

### Климат
Климат тёплый океанический. Зима мягкая, средняя температура января — от +5°С до +13°С, температуры ниже −10 °C бывают редко. Снег выпадает около 15 дней в году с ноября по апрель. Максимальная температура летом порядка 20-30 °C, выше 35 °C бывает очень редко. Количество осадков высокое, порядка 1100 мм в год. Характерна безветренная погода, сильные ветры очень редки.

## Население
Население коммуны на 2010 год составляло 164 человека.
| 1962 | 1968 | 1975 | 1982 | 1990 | 1999 | 2010 |
| ---- | ---- | ---- | ---- | ---- | ---- | ---- |
| 150  | 138  | 128  | 128  | 138  | 146  | 164  |

## Администрация
| Период | Период | Фамилия          | Партия       | Примечания |
| ------ | ------ | ---------------- | ------------ | ---------- |
| 1995   | 2008   | Андре Боме-Декан | беспартийный |            |
| 2008   | 2020   | Жоэль Пентаду    | беспартийный |            |

## Экономика
В 2010 году среди 101 человека трудоспособного возраста (15-64 лет) 76 были экономически активными, 25 — неактивными (показатель активности — 75,2 %, в 1999 году было 72,9 %). Из 76 активных жителей работали 71 человек (40 мужчин и 31 женщина), безработных было 5 (4 мужчины и 1 женщина). Среди 25 неактивных 8 человек были учениками или студентами, 10 — пенсионерами, 7 были неактивными по другим причинам.

## Достопримечательности
- Церковь Сен-Жирон (XII век)[4]

## Фотогалерея

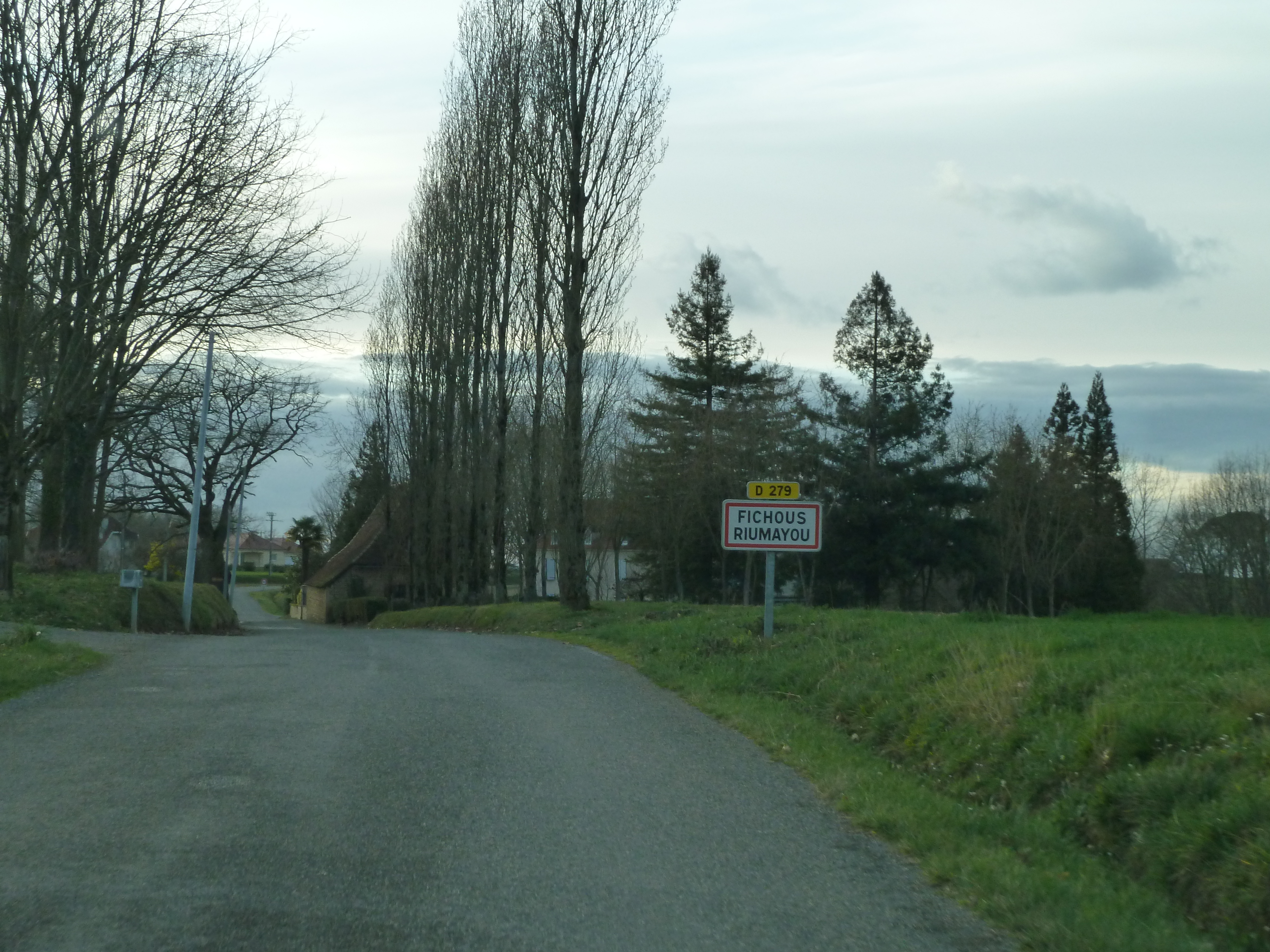
Въезд в Фишус-Рьюмейу
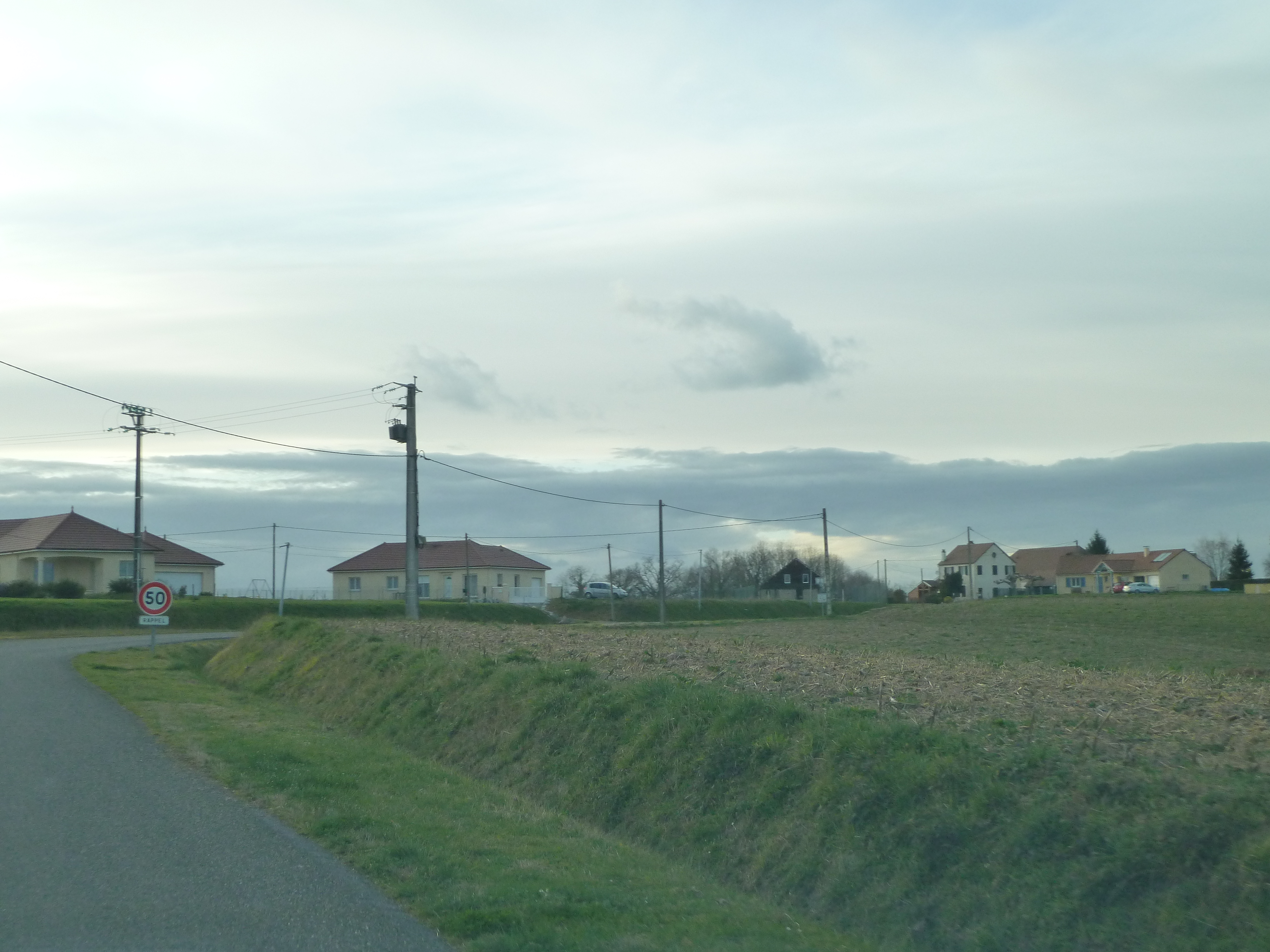
Фишус-Рьюмейу
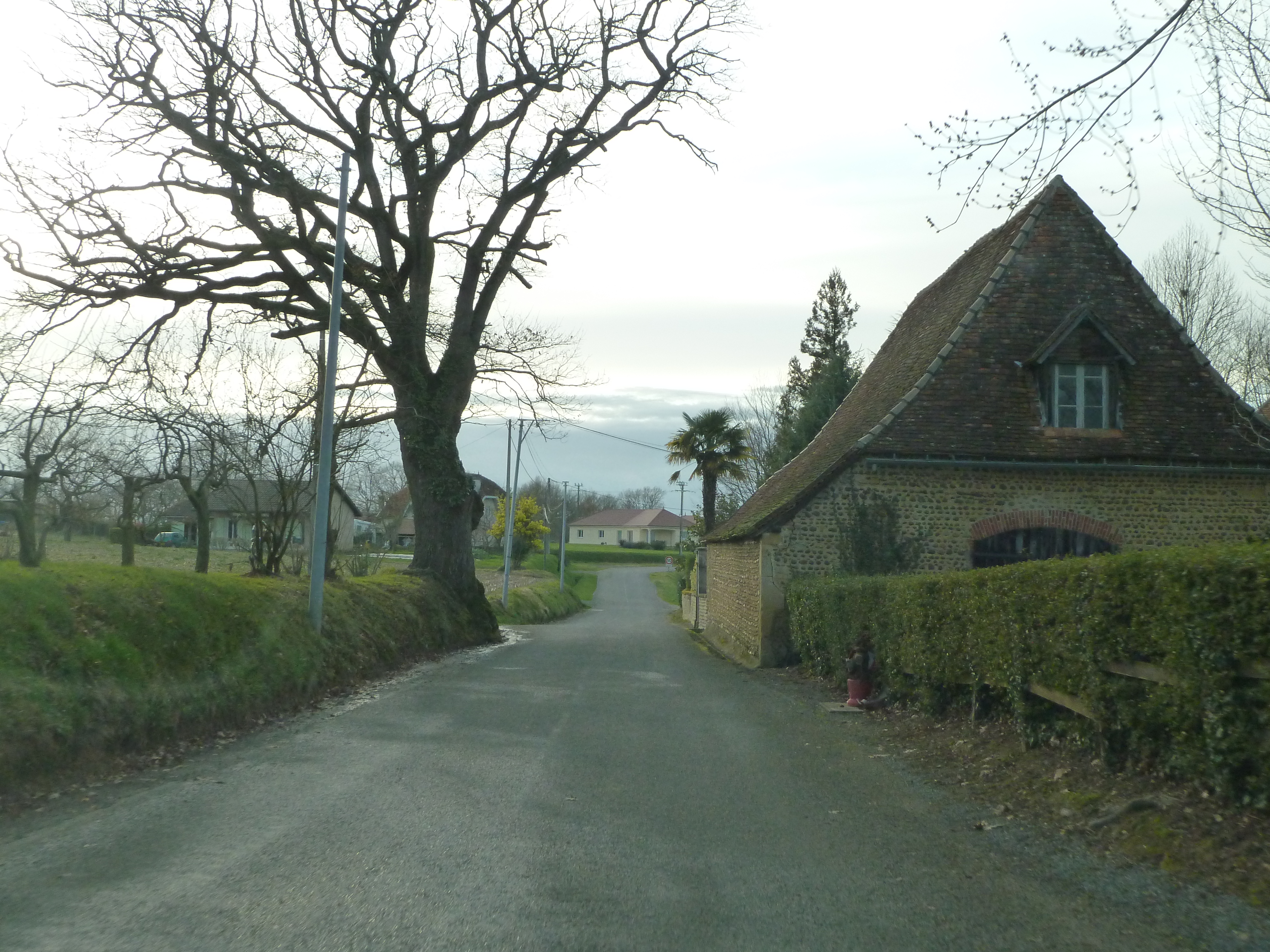
Фишус-Рьюмейу
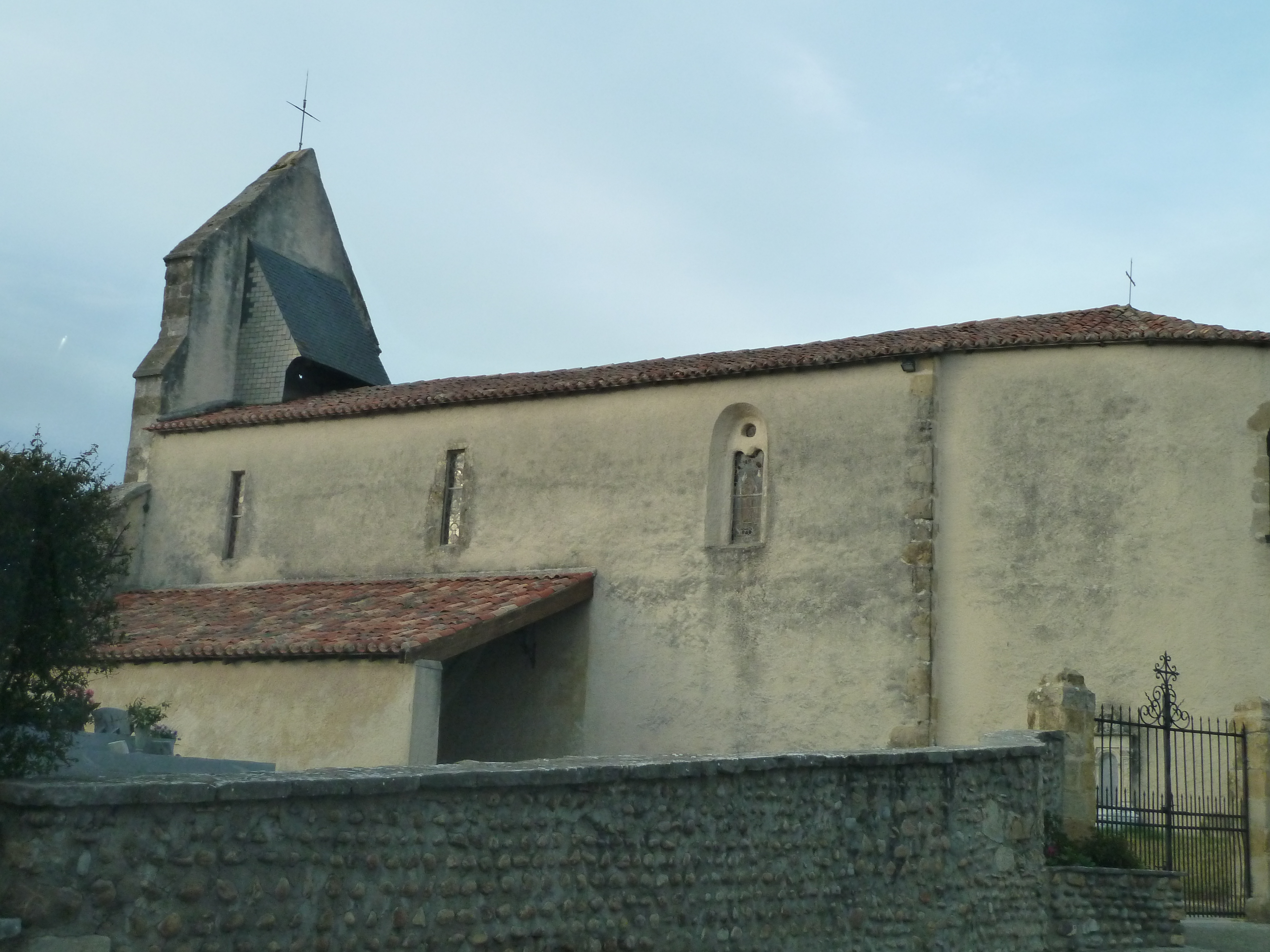
Церковь Сен-Жирон
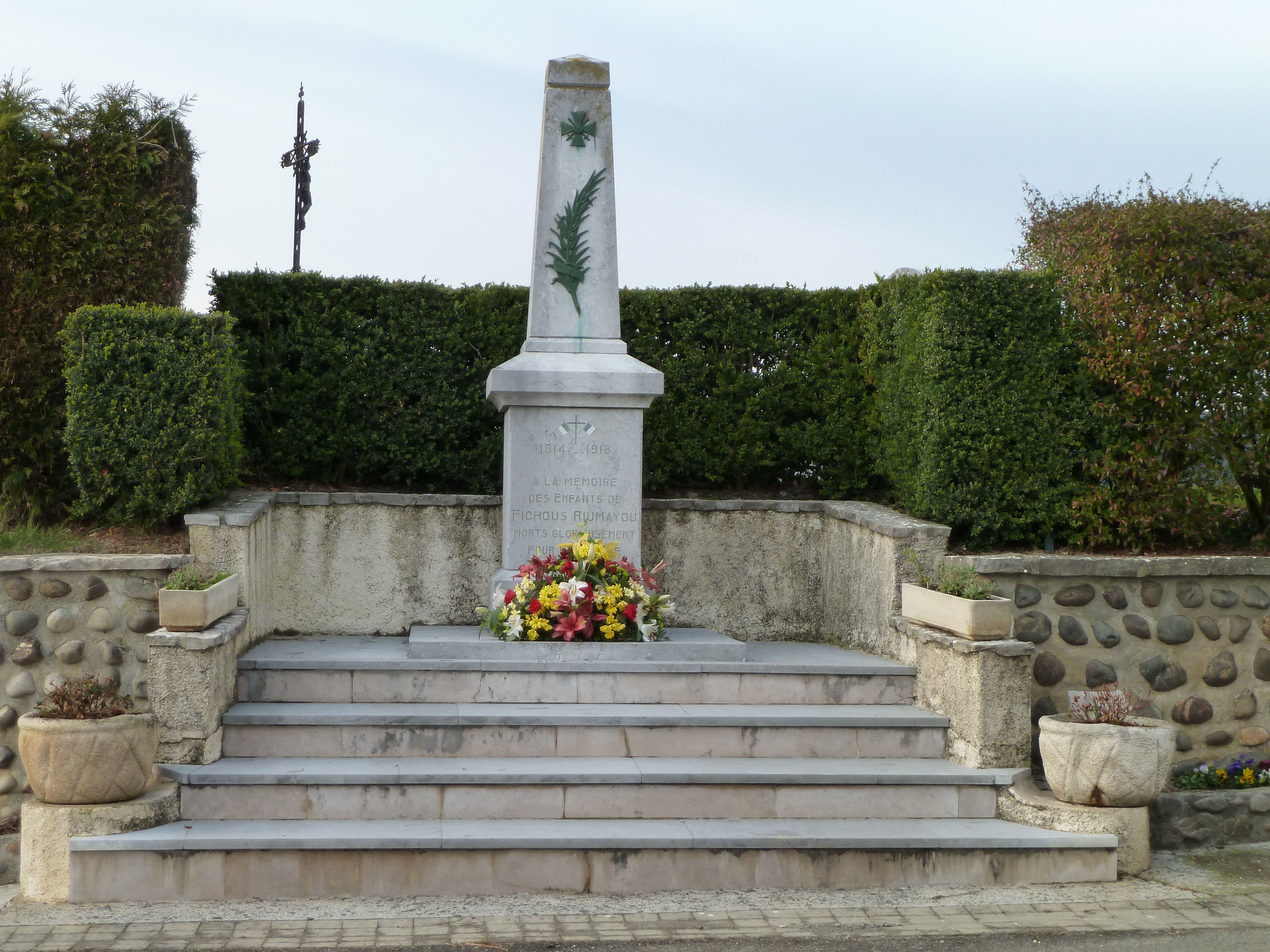
Военный мемориал